# Марио Кръстев (певец)
Марио Марчев Кръстев е български певец и актьор.
Започва да се занимава с пеене от 4-годишен при вокалния педагог Роси Йорданова, а от 2014 г. учи пиано при Развигор Попов. Участва в телевизионни шоу програми в България и в чужбина. Снима се в реклами и международни кинопродукции.

## Биография
Марио Кръстев е роден на 7 август 2002 г. в гр. София. Има десетки престижни награди от конкурси и фестивали в България, Великобритания, Босна и Херцеговина, Беларус, Молдова, Малта, Испания, Канарските острови, Румъния, Португалия, Италия, Англия.  През 2018 г. Марио Кръстев става полуфиналист в големия телевизионен формат „Pinkove zvezdice“, Белград, след 12 кръга, през които получава пълния брой гласове на 5-членното жури, състоящо се от: Йелена Томашевич, Сергей Четкович, Леонтина Вукоманович, Милан Станкович и Гоца Тржан. 
В руския сериал „Вангелия“ Марио играе ролята на Димитър – сина на пророчицата.  Участва в няколко реклами и телевизионни предавания и шоу програми: „Големите надежди“ по Нова телевизия , „Точно така“ с Орлин Павлов, „Апартаментът“ с Марта Вачкова, „Малките таланти на България“ с Николай Априлов. Бил е финалист на „Супер 8“ и на „Голямото междучасие“, организирано от D2. 
През 2014 г. изпълнява ролята на съветника в мюзикъла „Пепеляшка“ („Театър на песента“) по идея на Мими Иванова и Развигор Попов. Марио е играл още в Народен театър „Иван Вазов“ ролята на пажа в пиесата „Отровата на театъра“. През 2014 г. му е поверена ролята на царевич Феодор от операта „Борис Годунов“ в Софийската опера и балет , а по-късно играе и в операта „Борислав“. През 2016 г. е поканен за член на Детското жури в БНТ за Детската Евровизия. Марио е най-младият актьор в професионалния театър „Открита арт сцена на Шипка“, където от 2018 г. играе в „Кучета“, „Любовта към трите портокала“, в „Господин сеньор Дон Жуан“ и прави свое авторско „Шоу за приятели“.  През 2018 и 2019 г. участва като певец и танцьор в благотворителния „Парижки бал“ в хотел "Маринела, чийто организатор е Христо Куртев, а режисьор – Ефемия Фард. През юни 2021 г. Марио Кръстев влиза в ролята на Мариус от "Клетниците" - мюзикъл по романа на Виктор Юго, поставен в Националната опера и балет. През август 2021 г. става носител на Национална диплома, присъдена от МОН. Марио владее английски, испански, френски и италиански език.

## Авторски песни
| Песен           | Премиера |
| --------------- | -------- |
| SABANA          | 2018     |
| Roses Die Too   | 2019     |
| fool 4 you      | 2022     |
| Colliding Stars | 2022     |
| Time Thief      | 2024     |